# 利薩戈拉 (佩爾沃邁斯基區)
48°10′32″N 31°5′33″E / 48.17556°N 31.09250°E
利薩霍拉（烏克蘭語：Лиса Гора）是位於烏克蘭南部的村莊，由尼古拉耶夫州的五一城區負責管轄。該村始建於1751年，面積0.02平方公里，海拔高度106米，2001年人口4,502，人口密度每平方公里300,133人。